# Petter Sundkvist
Petter Niklas Sundkvist, född 24 mars 1964 i Boliden, är en svensk dirigent och professor.
Sundkvist studerade cello och trumpet vid Musikhögskolan i Piteå samt dirigering för Jorma Panula vid Kungliga Musikhögskolan i Stockholm. Han har varit chefsdirigent för Musica Vitae, Gävle Symfoniorkester och Svenska kammarorkestern. Sundkvist har varit konstnärlig ledare för Norrbottens Kammarorkester och Norrbotten NEO.
Petter Sundkvist är professor i musikalisk gestaltning vid Luleå tekniska universitet. Han utsågs 2015 till ledamot av Kungliga Musikaliska Akademien.